# Théophile de Viau
Théophile de Viau (Clairac, Agen, 1590 - París, 25 de setembre de 1626) fou un poeta i dramaturg barroc francès. Molt llegit al segle xvii, va ser oblidat arran de les crítiques dels autors clàssics abans de ser redescobert al segle xix per Théophile Gautier.
Des del segle XX és definit com a autor barroc i llibertí. El testimoniatge dels seus contemporanis convergeix també en indicar que va ser bisexual. Encara que una vegada el va protegir el propi rei Lluís XIII, va viure a l'exili i va ser empresonat en ser acusat de irreligió i homosexualitat, usant-se com a prova els poemes obscens que va escriure pel Parnasse satyrique i el seu amor per Jacques Vallée, senyor des Barreaux, i encara que va ser condemnat a mort per llibertinatge, va aconseguir escapar.

## Biografia
Nascut a Clairac en una família hugonota (això és, protestant francesa), Théophile de Viau va estudiar a l'Acadèmia Protestant de Saumur i a la Universitat de Leiden, on va freqüentar en particular al epistològraf i futur assagista Jean-Louis Guez de Balzac. Després es va unir als anys 1611-1613 a una companyia de teatre ambulant i l'any 1615 es va traslladar a París, on va portar una vida alegre i es va convertir en un brillant poeta cortesà. Mentre va estar al servei de Jean Louis de Nogaret de la Valette, comte de Candale, va participar en la disputa entre el partit del seu protector i Lluís XIII i el seu favorit, el Comte de Luynes (1615-1616). Perdonats després de la guerra, va reprendre la seva vida de brillant poeta a la Cort i va entrar en contacte amb les idees epicúries del filòsof italià Giulio Cesare Vanini, qui qüestionava la immortalitat de l'ànima; Vanini va ser acusat d'heretgia i de practicar la màgia i, després de tallar-li la llengua, va ser escanyat i el seu cadàver cremat a Tolosa de Llenguadoc l'any 1619. No obstant això i a pesar de la seva educació protestant, l'any 1620 va lluitar a l'exèrcit reial contra els protestants i l'any 1622 es va convertir oficialment al catolicisme. Aquesta conversió no li va impedir, segons els seus acusadors (i la major part de la crítica literària), seguir sent de ment i cor tan purament llibertí com abans.
Fou prohibit a França l'any 1619 per irreligió i per tenir "costums indignes”, un eufemisme llavors de l'homosexualitat. Aquesta prohibició va ser potser també política i vinculada al conflicte que existia entre el seu patró, el comte de Candales, amb el comte de Luyne; se sospitava a més, que va estar implicat en la confecció dels pamflets contra aquest últim.
Després de viatjar a Anglaterra va tornar a la Cort l'any 1620; després de publicar sota el seu nom reial alguns poemes llicenciosos a la col·lecció Parnasse satyrique, l'any 1622 va ser denunciat pels jesuïtes i condemnat a aparèixer descalç davant Notre Dame a París per ser cremat viu l'any 1623. La sentència es va dur a terme en efígie, ja que Théophile havia escapat i s'havia amagat. Però va ser detingut quan tractava d'escapar cap a Anglaterra i va ser empresonat a La Conciergerie durant gairebé dos anys mentre el pare François Garasse es consagrava a estudiar els seus poemes amb la finalitat d'obtenir al·lusions sodomites que justifiquessin la seva condemna a mort. No menys de cinquanta-cinc fullets es van publicar a favor i en contra de Théophile en aquest temps, ja que fou un cas que va mobilitzar a gairebé tots els intel·lectuals i escriptors de l'època. Mentrestant, Théophile va redactar Plainte de Théophile à són ami Tircis, retraient a un amic (potser Jacques Vallée des Barreaux, qui d'altra banda no sembla haver-ho abandonat), el seu escàs compromís en l'assumpte. La seva sentència va ser commutada per arrest i exili perpetu, i Théophile, la salut del qual s'havia deteriorat notablement per la seva estada a la presó, va passar els últims mesos de la seva vida a Chantilly sota la protecció del duc de Montmorency.
Se li deuen algunes peces teatrals, inclosa la tragèdia Els Amours tragiques de Pyrame et Thisbé / Els tràgics amors de Píram i Tisbe, que, estrenada l'any 1621, li va suposar un gran èxit. Fidel a l'estètica barroca que va professar en la seva poesia (poemes lírics, sonets, odes i elegies satíriques), fou decididament hostil a les noves convencions poètiques classicistes imposades per François de Malherbe. Aquest rebuig al nou ordre li va portar a ser criticat per Boileau: “Tous els jours à la Cour un sot de qualité / Peut juger de travers avec impunité, / À Malherbe, à Racan, préférer Théophile” (“Tots els dies en la Cort un neci de qualitat / pot jutjar aviesa i impunement / preferir Théophile a Malherbe o a Racan”)
El seu poema Un corbeau devant moi croasse, (“Un corb davant meu ”) que pinta una escena fantàstica amb trons, serps i foc mostra en efecte que romania lligat a l'estètica sensitiva i espectacular del barroc. Dos dels seus poemes són malenconioses peticions dirigides al Rei durant la seva detenció i exili. Aquesta expressió de tristesa es reflecteix en la seva Ode sur la solitude “Oda a la solitud”, que presenta al poeta en un bosc i combina motius clàssics i elegíacs. Oblidat en el període clàssic, Théophile de Viau va ser redescobert pels romàntics al segle xix, sobretot pel seu homònim el poeta del parnassianisme Théophile Gautier.

## Estètica
Théophile va presentar un manifest estètic al final del seu “Élégie à une Dame / Elegia a una dama”, on es mostra alhora ambiciós i desimbolt, llibertí i modern:
Vull fer uns versos que no estiguin obligats, / passejar la meva ment entre petits anhels, / buscar llocs secrets on res em molesti / meditar en l'oci, somiar el que vulgui, / utilitzar l'hora sencera a mirar-me en l'aigua, / escoltar com inquireix el seu camí un rierol, / escriure en el bosc, interrompre'm, callar-me, / compondre un quartet sense pensar a fer-ho. / I després de satisfer-me per tan dolç error, / vull un gran propòsit que acalori la meva fúria, / que una obra de deu anys em tingui embegut / i qualsevol que sigui aquest tan bell poema, representi / allí, si als meus desitjos no li falten poders, / que val la pena tan grat deure. / A tan alta empresa s'ha compromès el meu geni: / faria falta inventar un nou llenguatge, / prendre un ésser nou, un millor pensar i dir / que mai hagin pensat els homes i els déus.
Je veux faire des vers qui ne soient pas contraints, / promener mon esprit par de petits desseins, / chercher des lieux secrets où rien ne me déplaise, / méditer à loisir, rêver tout à mon aise, / employer toute une heure à me mirer dans l'eau, / ouïr comme en songeant la course d'un ruisseau, / écrire dans les bois, m'interrompre, me taire, / composer un quatrain, sans songer à le faire. / Après m'être égayé par cette douce erreur, / je veux qu'un grand dessein réchauffe ma fureur, / qu'un œuvre de dix ans me tienne à la contrainte, / de quelque beau Poème, où vous serez dépeinte: / Là si mes volontés ne manquent de pouvoir, / j'aurai bien de la peine en ce plaisant devoir. / En si haute entreprise où mon esprit s'engage, / il faudrait inventer quelque nouveau langage, / prendre un esprit nouveau, penser et dire mieux / que n'ont jamais pensé les hommes et les Dieux.
En “Première journée / Primera jornada”, narració trufada de nombroses digressions a la manera de Montaigne, proclama igualment l'exigència d'escriure d'una manera moderna:
Precís és que el discurs sigui ferm, que el sentit sigui en ell natural i fàcil, el llenguatge expressa i significativa; les afectacions no són més que morralla i artifici que mai es poden trobar sense esforç i confusió. Aquests robatoris anomenats imitació d'autors antics s'han de dir ornaments de cap manera propis de la nostra manera. Cal escriure a la moderna; Demóstenes i Virgili no han escrit de cap manera en la nostra època i nosaltres no sabríem escriure al seu segle; els seus llibres, quan els van fer, eren nous, i nosaltres ens fem vells amb ells tots els dies.
Il faut que le discours soit ferme, que le sens y soit naturel et facile, le langage exprès et signifiant ; les afféteries ne sont que mollesse et qu’artifice, qui ne se trouve jamais sans effort et sans confusion. Ces larcins qu’on appelle imitation des Auteurs anciens se doivent dire des ornements qui ne sont point à notre mode. Il faut écrire à la moderne ; Démosthène et Virgile n'ont point écrit en notre temps, et nous ne saurions écrire en leur siècle ; leurs livres quand ils les firent étaient nouveaux, et nous en faisons tous les jours de vieux.

## Obres importants
- Pyrame et Thisbé, tragèdia en cinc actes i alexandrins
- Traité de l'immortalité de l'âme, traducció lliure del Fedó de Plató que alterna prosa i vers
- La Maison de Sylvie, sèrie de deu odes en homenatge als seus últims mecenes.

## Edicions antigues i modernes
L'any 1621 l'impressor Pierre Billaine va publicar les seves Obres poètiques, molt reimpreses. La primera edició crítica va ser la de 1856 per Alleaume. En espanyol Jorge Gimeno va traduir algunes a L'amor negre. Poesia del Barroc francès, València, Pre-Textos, 2009.
- Œuvres complètes de Théophile, Tom I. ed. M. Alleaume. Kraus reprint, 1995. (1a. ed. 1856).
- Œuvres complètes de Théophile, Tom II. ed. M. Alleaume. Kraus reprint, 1995. (1a. ed. 1855).
- Théophile de Viau, Œuvres complètes, ed. crítica de Guido Saba, Paris / Roma, Nizet / Edizioni dell'Ateneu, 1978-1987, 4 toms.
  - Tom I : Première partie, Les Œuvres du Sieur Théophile. Revues, corrigées, et augmentées. Troisième édition (1623), 1984
  - Tom II : Seconde partie: Premiere journee ; Œuvres poetiques; Les amours tragiques de Pyrame et Thisbe (1623), 1978
  - Tom III : Troisième partie: Recueil de toutes les pieces de Theophile, depuis sa prise jusques a present (1625) ; Apologie au roy (1625) ; Appendice des pieces non recueillies par l'auteur, 1979
  - Tom IV : Lettres françaises et latines : nouvelles œuvres de Theophile, composees d'excellentes lettres françaises et llatins recueillies par Jean Mairet (1641), Lettres diverses; Appendice: Traduction des lettres latines, 1987
- Théophile de Viau. Œuvres complètes ed. Guido Saba. Éditions Honoré Champion, 1999.
  - Tom I. Première partie. Traité de l'Immortalité de l'Âme ou la Mort de Socrate, Poésies, Larissa.
  - Tom II. Seconde Partie.Première Journée, Poésies, Les Amours tragiques de Pyrame et Thisbé, Tragédie. Troisième partie. Recueil de toutes les pièces faites par Théophile depuis sa prise jusqu’à présent [1625], Apologie au Roi, Lettre contre Balzac.
  - Tom III. Lettres françaises et latines, Nouvelles œuvres de Théophile, composées d'excellentes Lettres françaises et latines, recueillies par Jean Mairet [1641], Lettres diverses. Appendice: Pièces de Théophile, ou qui lui ont été attribuées, et qu’il n'a pas recueillies dans ses Œuvres de so vivant. Traductions des textes latins de Théophile.
- Après m’avoir fait tant mourir, Œuvres choisies de Théophile de Viau, éditées par Jean-Pierre Chauveau. Gallimard, coll. Poésie, 2002.
- Ici mon désir est dt. loi, poèmes de Théophile de Viau choisis et présentés par François Boddaert, éditions de la Différence, coll. Orphée, 2012.